# Tristeza

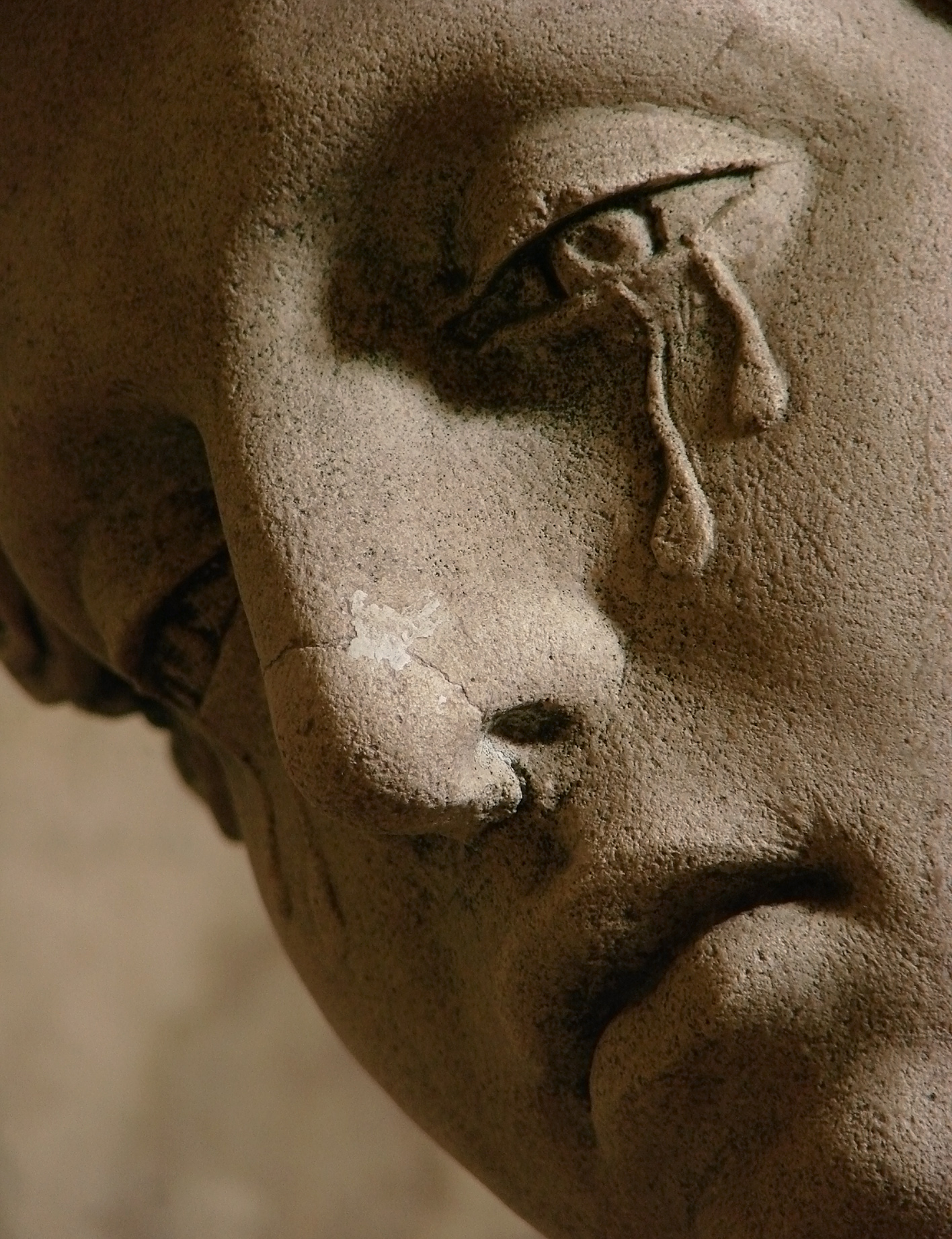
Escena de Unción del cuerpo de Cristo (1672), que muestra a María Magdalena llorando.

La tristeza es una de las seis emociones básicas (no natales) del ser humano según Paul Ekman, junto con el miedo, la ira, el asco, la felicidad y la sorpresa. Es una clase de dolor emocional o estado afectivo provocado por un decaimiento espiritual y expresado a menudo mediante el llanto, el rostro abatido, la falta de apetito, la lasitud, etc. A menudo nos sentimos tristes cuando nuestras expectativas no se ven cumplidas o cuando las circunstancias de la vida son más dolorosas que alegres. El sentimiento opuesto es la alegría.

## Etimología y concepto
La palabra española tristeza viene del latín, tristitia, aunque también era conocida con el helenismo melancolía; en el mundo antiguo era considerada una enfermedad psicosomática derivada, en la teoría de los cuatro humores de Hipócrates, del predominio de la bilis negra; este gran médico antiguo enumera sus síntomas: falta de apetito, abulia, insomnio, irritabilidad, agitación, y precisa en sus Aforismos que se vuelve patológica cuando une "todos los miedos y abatimientos, si duran mucho tiempo". Muchos de los rasgos descritos por Hipócrates se encuentran entre los síntomas definitorios de la depresión para la medicina moderna. Desde el punto de vista de la astrología, se producía por la influencia del planeta Saturno, lo que se reflejó a lo largo de la historia del Arte.
En la Edad Media llegó a ser considerada uno de los ocho pecados o vicios capitales (λύπη, en la lista de Evagrio Póntico), tristitia o acidia en la lista de los Siete pecados capitales de Gregorio Magno, quien acogió la acidia en la pereza para reducir el número. Tomás de Aquino la define en el "Tratado de las pasiones" que incluye en su Suma teológica como una pasión del alma de la especie del dolor, pero en su modalidad interna y no externa, y de carácter espiritual, no físico. Procede de la frustración de un deseo, la pérdida de un bien o la presencia de un mal; propone cinco remedios para aliviarla o mitigarla: el placer o delectatio, que es el descanso del alma como la tristeza es su cansancio; el segundo es el llanto, desahogo del dolor que impide su enquistamiento y lo alivia; el tercero es la compañía y el amor de los amigos; el cuarto es la "contemplación de la verdad"; el quinto es, curiosamente, "el sueño y el baño".
El renacimiento, época optimista, reclasificó sin embargo este sentimiento: el neoplatónico y humanista  Marsilio Ficino (1433–1499) sustituyó la noción medieval de melancolía por algo nuevo: la marca del genio, en particular en el arte pictórico, como apercibió Giorgio Vasari. Alberto Durero lo ilustró en famosos grabados alegóricos. Ya en el siglo XVII podemos ver en Hamlet, personaje de Shakespeare, al melancólico típico. El inglés Robert Burton escribió una obra clásica sobre la tristeza, La anatomía de la melancolía (1638), desde el punto de vista médico y literario; señaló la importancia de la música y de la danza para combatirla. Sir Thomas Browne expresó también este sentimiento / enfermedad como algo que él mismo padecía en su Religio Medici / La religión de un médico (1643). Los Pensamientos nocturnos / Night-Thoughtsde Edward Young revalorizaron este sentimiento hasta el punto de hacerlo el centro capital del prerromanticismo. En el Sturm und Drang alemán, Goethe perfila el personaje de Werther, también melancólico, y el romántico poeta elegiaco irlandés John Keats, que se estaba muriendo de tuberculosis, compuso su Ode on Melancholy de acuerdo con la estética romántica de lo sublime, sustituto del equilibrado y racional ideal de belleza neoclásico por lo inalcanzable e imposible y, por tanto, melancólico. Es la Weltschmerz de los románticos.

## Neurología
Bioquímicamente, se asocia a un bajo nivel de serotonina. Según la American Journal of Psychiatry, se ha encontrado que la tristeza está asociada a "aumentos de la actividad bilateral en las proximidades media y posterior del lóbulo temporal, cerebelo lateral, vermis, mesencéfalo, putamen y caudado". El equipo del investigador en neurociencia cognitiva José V. Pardo usó la tomografía por emisión de positrones (PET) para estudiar la tristeza en siete hombres y mujeres normales pidiéndoles que pensaran en cosas tristes. Observaron una mayor actividad cerebral en la corteza orbitofrontal y bilateral inferior. En un estudio que indujo la tristeza en sujetos mostrando clips emocionales de películas, la sensación se correlacionó con aumentos significativos en la actividad cerebral regional especialmente en la corteza prefrontal, en la región llamada área 9 de Brodmann y el tálamo. También se observó un aumento significativo de la actividad en las estructuras temporales anteriores bilaterales.

## Otras tristezas

Almeida Junior, Saudade.

La tristeza puede ser también un síntoma del trastorno médico de la depresión o la distimia, que se caracteriza, además de por un abatimiento general de la persona, por el descenso de la autoestima y los sentimientos de pesimismo, desesperanza y desamparo, por una tristeza profunda y crónica, esto es, duradera en el tiempo. En psiquiatría se habla de tristeza patológica cuando hay una alteración de la afectividad que produce un descenso del estado de ánimo, que puede incluir también anhedonia, pesimismo, desesperanza y disminución de la motivación. La tendencia alternativa entre las emociones de alegría y de tristeza es la labilidad emocional.
Los síntomas más evidentes de la tristeza en el ser humano son el llanto, la lasitud o desgana, la astenia, marasmo o estolidez, el nerviosismo y el decaimiento moral.

## La tristeza en la infancia
La tristeza es una experiencia común en la infancia. Algunas familias pueden tener la idea (consciente o inconsciente) de que la tristeza no debe "permitirse" en esta época de la vida, pero Robin Skynner ha sugerido que esto puede causar problemas, argumentando que si se elimina la tristeza la gente puede volverse superficial y maníaca. El pediatra T. Berry Brazelton sugiere que reconocer la tristeza puede hacer más fácil que las familias aborden problemas emocionales más serios.
La tristeza es parte del proceso natural del niño que se separa de una simbiosis temprana con la madre y se vuelve más independiente. Cada vez que un niño o niña se separa un poco más, tendrá que hacer frente a una pequeña pérdida. Si la madre no puede permitir el menor sufrimiento involucrado en este proceso, el niño nunca podrá aprender a lidiar con la tristeza por sí mismo. Brazelton sostiene que "animar" demasiado a un niño devalúa la emoción de la tristeza para ellos; y Selma Fraiberg sugiere que es importante respetar el derecho del niño a experimentar una pérdida completa y profundamente.
Margaret Mahler también vio la capacidad de sentir tristeza como un logro emocional en contraposición, por ejemplo, a protegerse a través de la inquieta hiperactividad. D. W. Winnicott también vio en el llanto triste la raíz psicológica de valiosas experiencias musicales en la vida posterior.

## Factores que generan tristeza

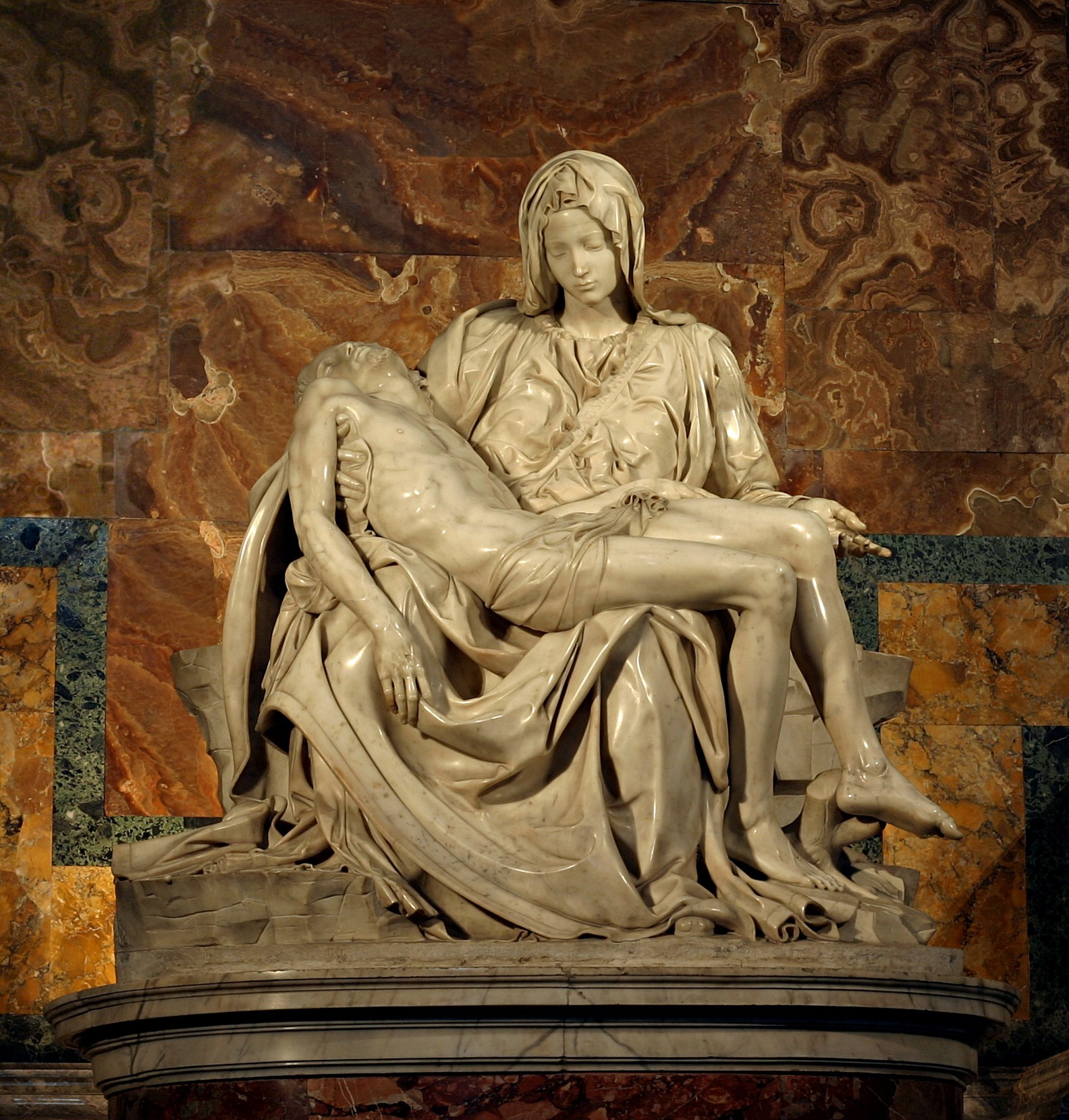
La Pietá de Miguel Ángel Buonarroti.

La pena y la desolación que se asocian a la tristeza son provocadas sobre todo por factores únicos o concurrentes como estos:
- Sentirse falto de amistad, placer, motivación, comprensión o aprecio.
- La muerte o desaparición de un ser querido (duelo).
- El fracaso, la frustración, el síndrome de desgaste profesional o burnout, el derrotismo, la apatía.
- Perder el puesto de trabajo o no llegar a trabajar (desempleo).
- La injusticia.
- La culpabilidad.
- La soledad, el sentimiento de vacío, la incomunicación, el bovarismo, la falta de integración, el síndrome del nido vacío, la vejez
- La partida, separación o divorcio de una persona estimada.
- El padecimiento y dolor por una enfermedad incurable.
- Enfermedades psíquicas endógenas o exógenas como la depresión, la distimia, la anhedonia, la depresión posparto, el trastorno por estrés postraumático, el trastorno afectivo estacional.

## Tratamiento

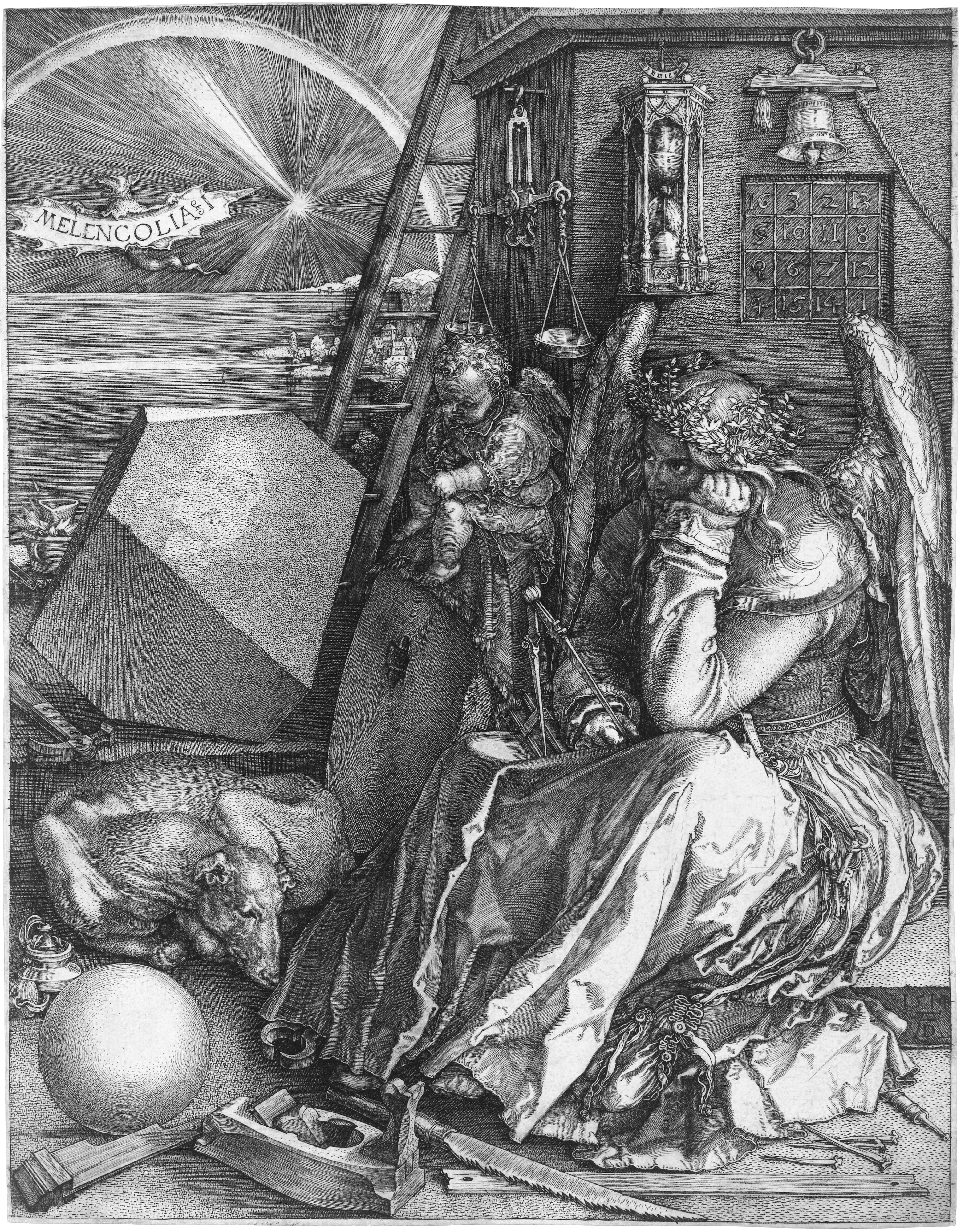
Melancolía I, grabado de Alberto Durero (1514).

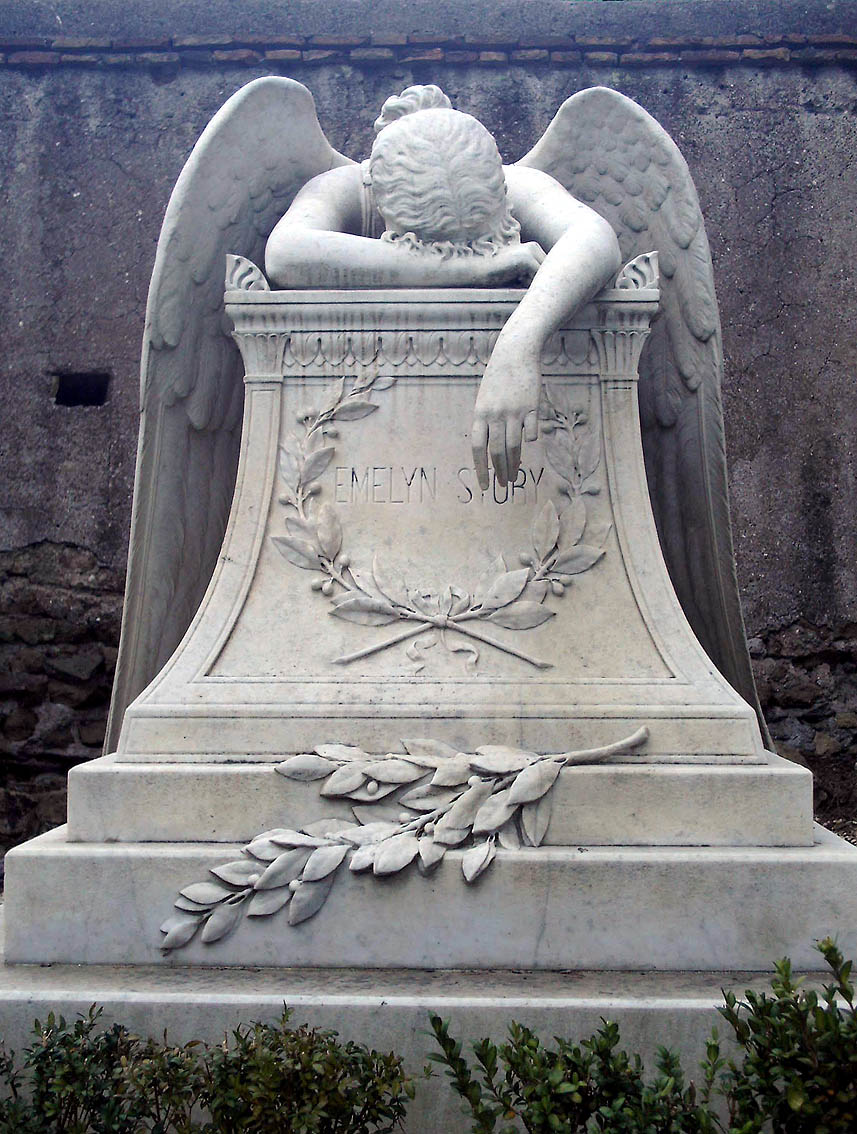
El famoso Ángel del dolor, escultura del cementerio protestante de Roma.

Ya en la Edad Media Tomás de Aquino ofrecía cinco consejos para aliviar la tristeza:
1. Delectación.[19] Si la tristeza es el cansancio del alma y de un apetito contrariado, la delectación es el descanso del apetito en un bien presente y accesible.
2. Llanto.[20] Llorar ayuda a aliviar la tristeza por dos motivos: expulsar lo que nos daña por dentro nos libera y nos desata de ello. Si no lo hacemos, el dolor aumenta. En segundo lugar, el llorar mismo es una delectación, ya que es natural: es lo que le conviene a la persona triste.
3. La compañía, la amistad.[21] La compasión o simpatía de los amigos, al compartir el dolor, lo alivia; y además el amor que nos dan, nos cura, al sabernos oídos y comprendidos.
4. La verdad.[22] La contemplación de la verdad es para Tomás de Aquino el mayor placer que puede hallarse en esta vida. Aquieta uno de nuestros deseos más profundos y corona la parte más elevada de nuestro ser: el descanso en la verdad es una de las actividades más deleitables.
5. El sueño y el baño.[23] Son deleites físicos que calman el espíritu.

La tristeza es necesaria como desahogo, pero debe controlarse para que no se prolongue y cause daño al volverse una patología o enfermedad mental crónica. Daniel Goleman explica que "las personas solas a menudo tienden a estar tristes... Por desgracia, dejarlos caer solo empeora su estado. La única estrategia que adoptan es quedarse solas..." "rumiando y ahogando el dolor", algo contraproducente. La atención y la paciencia con la tristeza es la única manera de enseñar a las personas a salir de la soledad. Goleman sugiere dos alternativas positivas que recomiendan las terapias cognitivo-conductuales: "Una de ellas, aprender a controlar las emociones negativas para convertirlas en pensamientos positivos. La otra consiste en ocupar la mente con actividades placenteras". Las teorías de las relaciones de objeto, sin embargo, sugieren la utilidad de permanecer en la tristeza: "Es importante transmitir a una persona que su tristeza es "aceptada"  más fácilmente cuando se le ofrece un "apoyo emocional" para ayudar a superar esta tristeza". Tal enfoque se alimenta de la creencia subyacente en que la pérdida (cuando se siente sinceramente) puede conducir a una nueva fase de vitalidad y a un re-compromiso con el mundo exterior.
Cuando algunas personas se sienten tristes, prefieren retirarse de su entorno y, gracias a ello, son más capaces de salir de ella. A expensas de los individuos que tienen su propia manera de curar su tristeza pueden pasar tiempo con otras personas o con una mascota o animal de compañía, o expresar esta tristeza de varias maneras, por ejemplo bailando, escribiéndola o creando arte. En todo caso, algunos de los mecanismos de adaptación y resiliencia incluyen buscar el apoyo de otros, pasar tiempo con una mascota o participar en cualquier actividad que le ayude a expresar ese sentimiento o a dar dimensiones agradables a la vida. Otras personas pueden ser temporalmente excluidas del entorno social siempre y cuando esto ayude a recuperarse de su decaimiento. Para los que padecen tristeza de un modo orgánico y patológico (es decir, originado por su organismo como enfermedad) existe también el tratamiento farmacológico y los procedimientos complementarios ya citados. El cultivo de las virtudes teologales y de las virtudes cardinales ayuda asimismo.
Según el psiquiatra Luis Rojas Marcos, hoy se combate con armas terapéuticas muy potentes y eficaces, y dos de cada tres enfermos responden favorablemente a la medicación antidepresiva (sertralina, etc.). Alrededor del diez por ciento, sin embargo, necesitará tratamiento durante toda la vida. Por otra parte, la psicoterapia, en combinación con los fármacos antidepresivos, resulta especialmente eficaz. Rojas Marcos se decanta por la psicoterapia interpersonal, que no suele exceder de dieciséis sesiones, en el modelo propuesto por Gerald Klerman y Myrna Weissman. Se enfoca hacia el presente y trabaja la autoestima del paciente y sus relaciones con otras personas. Otra terapia que recomienda es la concebida por Aarón Beck, que consiste en "ayudar al paciente deprimido a cambiar las distorsiones negativas de su percepción del mundo, las generalizaciones desesperanzadas y demás pensamientos desfavorables típicos de los estados melancólicos".